# Irene Kral
Irene Kral (* 18. Januar 1932 in Chicago; † 15. August 1978 in Encino) war eine amerikanische Jazzsängerin.

## Leben und Wirken
Kral war die Tochter eines Lokalpolitikers tschechischen Ursprungs in Illinois; ihr Bruder war der Pianist Roy Kral. Bereits als Teenager sang sie mit der Big Band von Jay Burkhardt und 1954 mit den Tattle-Tales, einer Vokalgruppe, wo sie auch Schlagzeug spielte. Anschließend ging sie mit den Bands von Woody Herman und Chubby Jackson auf Tournee. Auf Empfehlung von Carmen McRae sang sie ab 1957 bei Maynard Ferguson, wo sie zwei Jahre blieb und ihren späteren Ehemann Joe Burnett kennenlernte. Dann zog sie nach Los Angeles, wo sie regelmäßig in der Steve Allen Show auftrat; Allen schrieb auch die Songs für ihr Album Steveireneo. Weiterhin arbeitete sie mit der Band von Herb Pomeroy, mit der das Album The Band and I entstand. Dann arbeitete sie mit Shelly Manne und in Las Vegas. 1961 zog sie mit ihrem Mann in die Vorstadtbezirke von Tarzana und unterbrach ihre Solokarriere, weil sie ihre Töchter Jodi und Melissa aufzog. Sie arbeitete gelegentlich weiter, so 1962 mit dem Quintett von Buddy Collette oder 1964 mit Laurindo Almeida, auf dessen Album Guitar From Ipanema (1964), das einen Grammy gewann, sie zu hören ist. Erst ab 1974 intensivierte sie wieder die Tätigkeit als Sängerin und schloss an ihre früheren Erfolge an, bis eine Krebserkrankung ihre Auftritte beendete. Ihre Alben KralSpace und Gentle Rain wurden für den Grammy nominiert.
Ihre Songs wurden von Clint Eastwood im Soundtrack des Films Die Brücken am Fluß verwendet.

## Diskographische Hinweise
- Boy with Lots of Brass – EmArcy (1957)
- The Band and I – (1958, mit Herb Pomeroy, Al Cohn)
- Detour Ahead – United Artists (1958)
- Steveireneo – United Artists (1959)
- Better Than Anything – DRG (1963)
- Wonderful Life – Mainstream (1965)
- Where Is Love? – (1974, mit Alan Broadbent)
- Live in Tokyo – (1976)
- KralSpace – (1977)
- Gentle Rain – Choice (1977, mit Alan Broadbent)